# Nationaal Park Guyana
Nationaal Park Guyana (Frans: Parc amazonien de Guyane) is een nationaal park in Frans-Guyana. Het park werd opgericht in 2007 en is 20300 vierkante kilometer groot (kernzone + randgebied 33900 vierkante kilometer). Het is daarmee het grootste nationaal park van Frankrijk. Het is vanaf de kust enkel per vliegtuig of kano te bereiken.  In het park wordt het tropische bossen van het evenaarswoud (Amazonewoud) beschermd. Het nationaal park sluit aan op het Nationaal park Montanhas do Tumucumaque in Brazilië; samen vormen ze het grootste aaneengesloten stuk beschermd tropische bossen ter wereld.
Het randgebied heeft geen IUCN-status als nationaal park, omdat de inheemse en Marron-stammen het oorspronkelijk plan hadden verworpen.

## Afbeeldingen

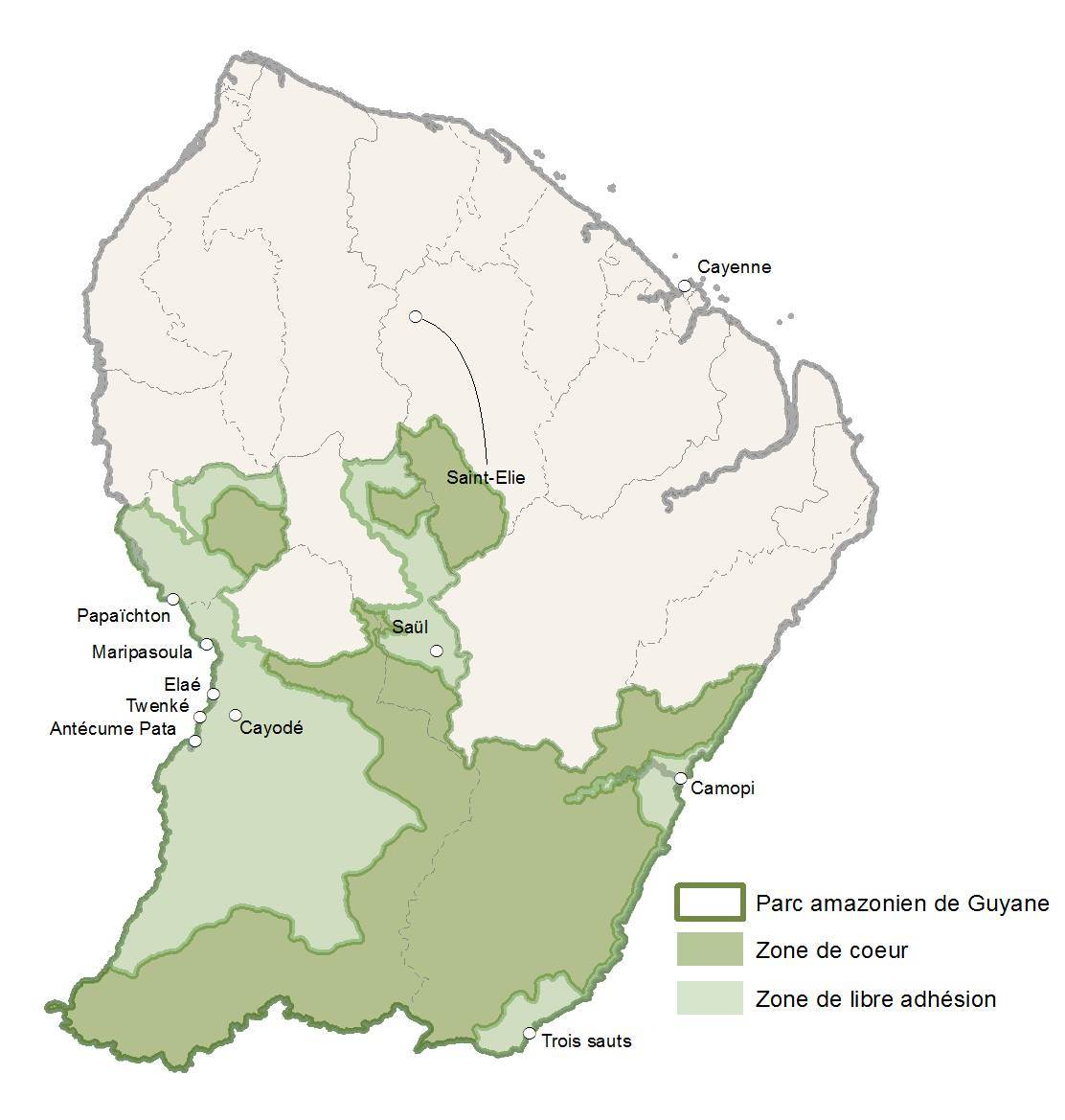
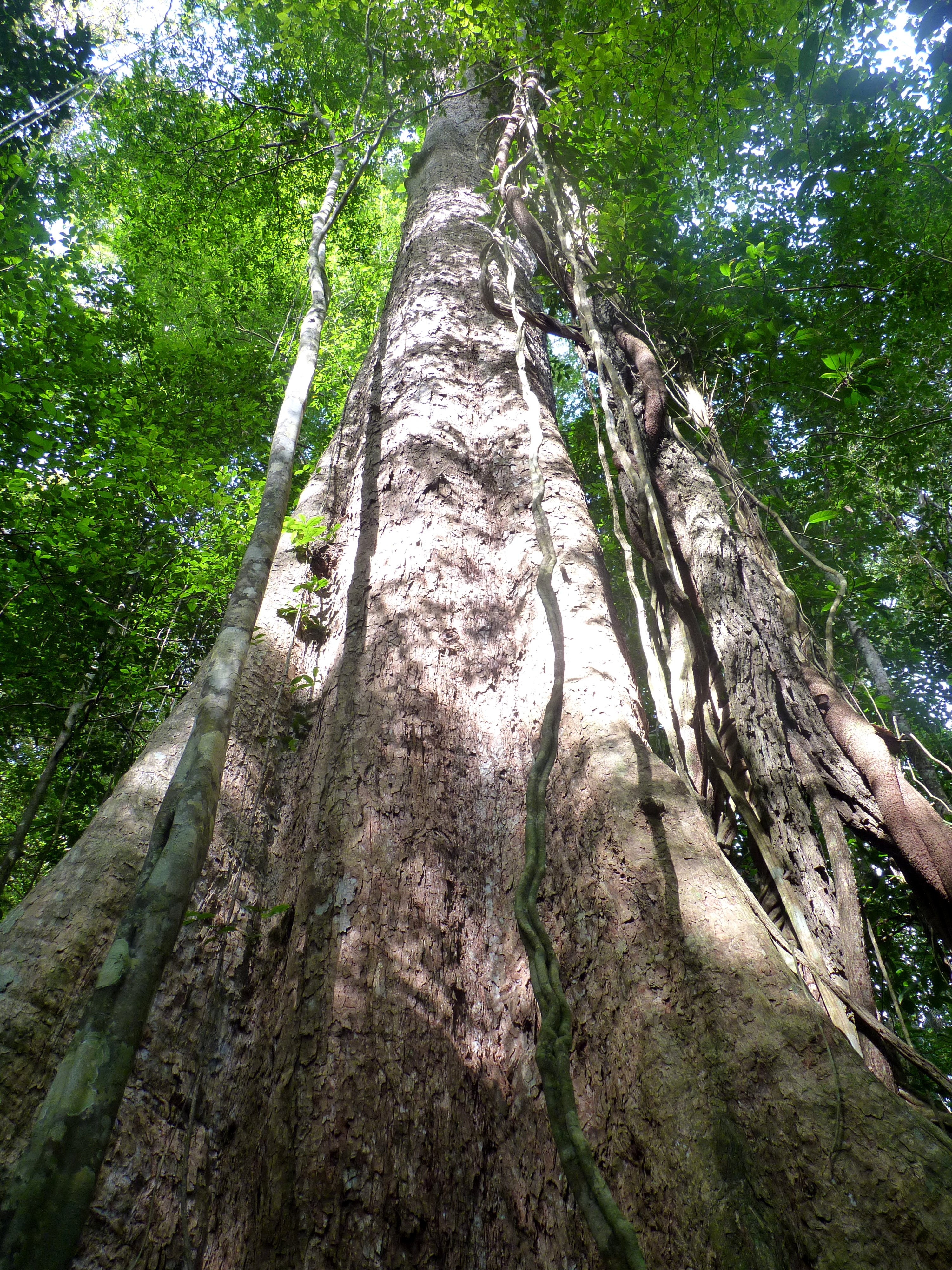
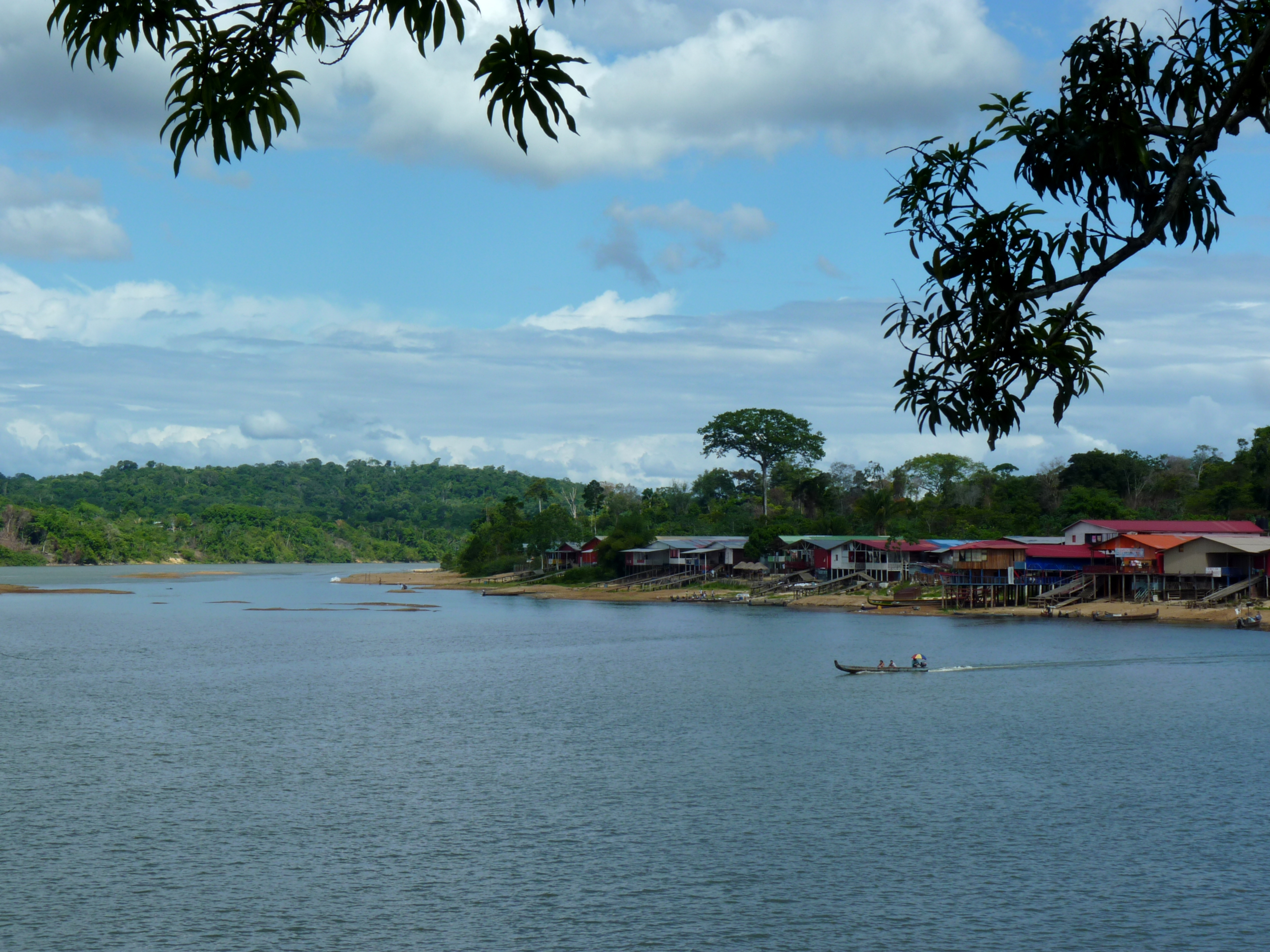